# Sordones

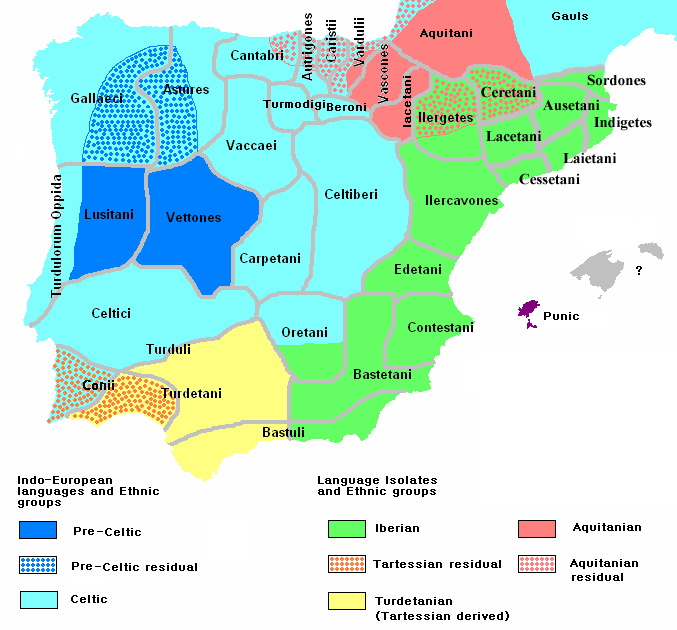
Iberië, 200 v.Chr.

De Sordones (ook wel: Sardones) waren een Iberisch volk dat in de oudheid in het zuiden van Gallië woonde. Hun vroegere woongebied ligt in de huidige Franse provincie Roussillon. De hoofdplaatsen van de Sordones waren Ruscino (Château-Roussillon) en Illiberis (Elne). Zij spraken een Iberische taal. In de bronnen worden de Sordones ook wel als Gallisch beschouwd.
De naam zou afkomstig zijn van het woord Surdo of Sordo, dat 'schijnend' betekent. De Kelten plaatsten hier -on achter om er een meervoudsvorm van te maken; de Romeinen deden hetzelfde en plaatsten daar nog eens hun eigen meervoudsvorm -es achter.
Gallia Cisalpina:
Anares · Beluni · Boii · Carni · Caturiges · Cenomani · Ceutrones · Insubres · Lepontii · Libici · Lingones · Nerusi · Salassi · Segusani · Suetri · Taurini · Vedianti

Gallia Transalpina:
Aedui · Albici · Allobroges · Ambarri · Ambiani · Andecavi · Arecomici · Atrebati · Aulerci Cenomani · Aulerci Diablintes · Aulerci Eburovices · Arverni · Baiocasses · Bellovaci · Bituriges Cubi · Bituriges Vivisci · Cadurci · Caleti · Carnutes · Catalauni · Caturiges · Cavares · Cenomani · Centrones · Cetrones · Commoni · Condrusi · Coriosolitae · Durocasses · Eciates · Eleuteti · Gabali · Garocelli · Geidumni · Grudii · Helvetii · Helvii · Lemovices · Leuci · Levaci · Lexovii · Lingones · Mandubii · Mediomatrici · Medulli · Menapii · Morini · Namnetes · Nantuates · Nerviërs · Nitiobriges · Osismii · Parisii · Petrocorii · Pictones · Pleumoxii · Redones · Remi · Ruteni · Salluviërs · Santones · Segni · Segovellauni · Segusiavi · Senones · Sequani · Silvanectes · Sordones · Suessiones · Tectosages · Tigurini ·  Tougener · Treveri · Tricasses · Tricastini · Turones ·  Veliocasses · Vellavi · Venelli · Veneti · Viducasses · Viromandui · Vocontii · Volcae Arecomici · Volcae Tectosages · Vivisci